# Пупин, Пётр Прокопьевич
Пётр Прокопьевич Пупин (3 января 1912, деревня Кольцовка — 17 июля 1967, там же) — советский передовик сельскохозяйственного производства, участник Великой Отечественной войны, бригадир колхоза им. Ленина Вурнарского района, Герой Социалистического Труда (1950).

## Биография
Родился 3 января 1912 года в деревне Кольцовка (ныне — Вурнарского района Чувашии). Работал трактористом, бригадиром полеводческой бригады колхоза им. Ленина Вурнарского района. Участник Великой Отечественной войны 1941—1945 гг.
Награждён двумя орденами Ленина, Трудового Красного Знамени, Отечественной войны 2-й степени, медалями.

## Высшая награда
Указом Президиума Верховного Совета СССР в 1950 году за высокие производственные показатели, за получение высоких урожаев зерновых культур Пётру Прокопьевичу Пупину присвоено звание Героя Социалистического Труда с вручением ордена Ленина и золотой медали «Серп и Молот».